# Laski Dworskie
Laski Dworskie is een plaats in het Poolse district Miechowski, woiwodschap Klein-Polen. De plaats maakt deel uit van de gemeente Gołcza en telt 137 inwoners.